# Ilburnia nigriceps
Ilburnia nigriceps är en insektsart som först beskrevs av Frederick Arthur Godfrey Muir 1917.  Ilburnia nigriceps ingår i släktet Ilburnia och familjen sporrstritar. Inga underarter finns listade i Catalogue of Life.